# Petrarctus
Petrarctus là một chi tôm mũ ni thuộc họ Scyllaridae.

## Các loài
- Petrarctus brevicornis (Holthuis, 1946)
- Petrarctus demani (Holthuis, 1946)
- Petrarctus holthuisi Yang, Chen & Chan, 2008
- Petrarctus rugosus (H. Milne Edwards, 1837)
- Petrarctus veliger Holthuis, 2002